# Деметрий (брат Антигона I)
Деметрий (др.-греч. Δημήτριος) — наварх македонского царя Филиппа II, брат диадоха Антигона Одноглазого. По одной из версий, настоящий отец Деметрия Полиоркета. Предположительно, участвовал в осаде Византия 340 года до н. э. и погиб во время морской битвы возле мыса Вахкии.

## Биография

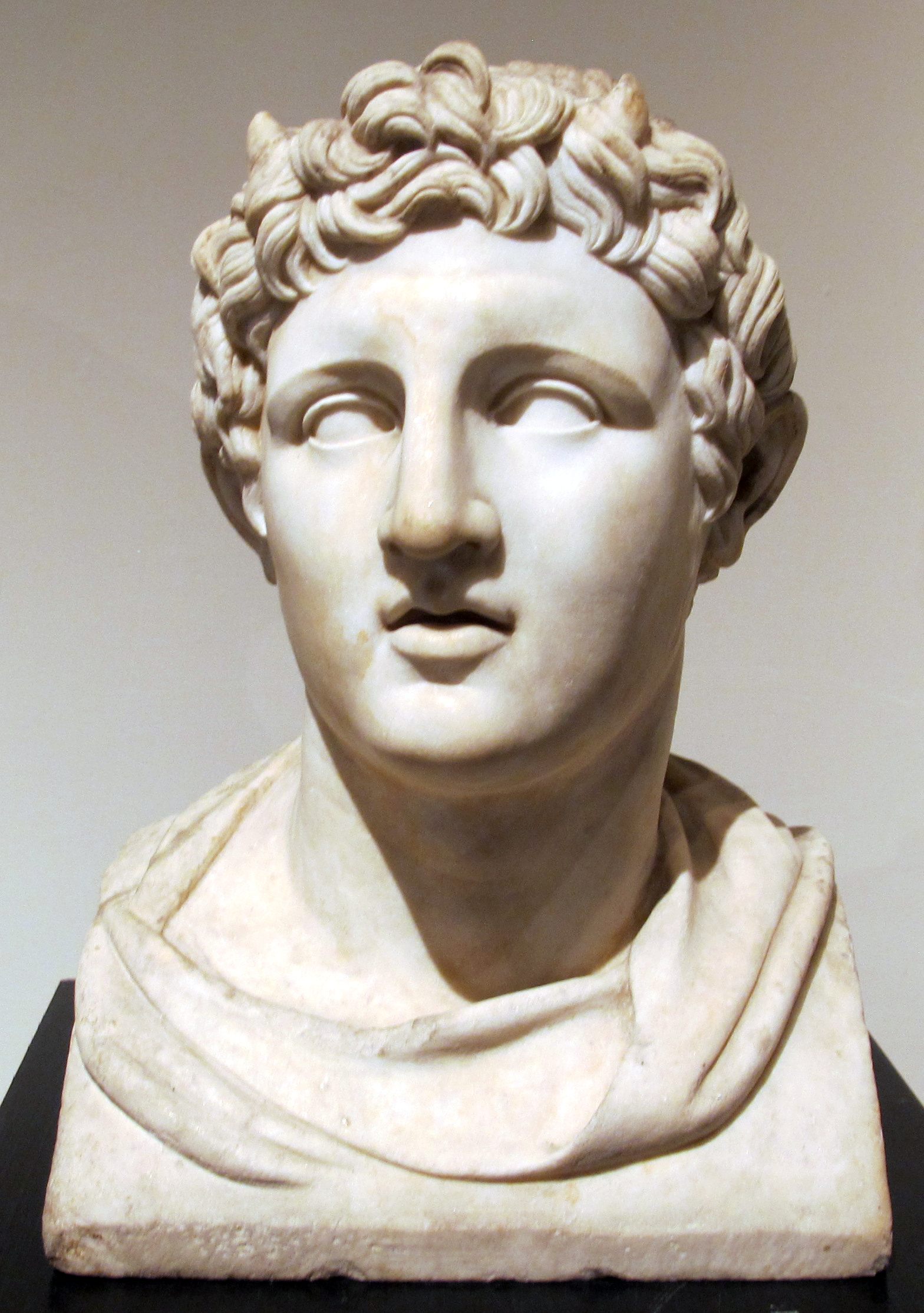
Бюст Деметрия Полиоркета

Деметрий был сыном македонянина Филиппа и его неизвестной по имени жены. Исследователь Ричард Биллоуз предполагал, что отец был аристократом, а Деметрий был его старшим сыном. Кроме него в семье родилось ещё несколько детей: Антигон, Филипп и, возможно, Полемей, а также ещё один сын, отец военачальника Телесфора. После смерти отца мать вышла замуж во второй раз за некоего Периандра и родила Марсия — будущего историка.
Согласно Плутарху диадох Антигон Моноофтальм назвал в честь брата своего старшего сына Деметрия Полиоркета. Также Плутарх приводит версию, что Полиоркет на самом деле был племянником Антигона и сыном его брата Деметрия, который умер, когда его сын был ещё младенцем. Из-за того, что его вдова Стратоника сразу вышла замуж за Антигона, то и Полиоркета считали сыном от её нового мужа.
Ричард Биллоуз считал, что Деметрий погиб в битве у Перинфа или Византия или же во время войны с трибаллами. По его мнению сплетни про отцовство Полиоркета появились из-за того, что он родился довольно быстро после женитьбы его родителей.
Российский историк Олег Габелко отождествлял Деметрия, брата Антигона, с полководцем македонского царя Филиппа II, которого упоминает античный географ Дионисий Византийский в своем произведении «Плавание по Боспору». Согласно Дионисию, недалеко от мыса Вахкии византийцы разбили македонский флот во главе с Деметрием. Местность, где произошла битва, назвали Фермемерия — «жара», потому что византийцы сражались с «большим мастерством и жарким пылом». По мнению Олега Габелко, этот эпизод произошел во время кампании Филиппа II против Византия, которая шла с осени 340 года до н. э. до марта 339 года до н. э. Деметрий, вероятно, погиб во время битвы, учитывая численное превосходство противника. Исследовательница Валентина Невская связывала поражение наварха Деметрия с прибытием на Боспор афинского флота во главе с полководцем Харесом.
Олег Габелко заметил, что во время той самой военной кампании, а именно во время осады Перинфа, потерял глаз младший брат Деметрия — Антигон. По возвращении домой он женился на вдове брата и назвал в честь него своего первенца. Однако между браком Антигона и рождением Деметрия Полиоркета прошло не менее двух с половиной лет, что делает невозможной версию об отцовстве старшего брата Антигона. Дата рождения Деметрия Полиоркета высчитывается из сообщения Плутарха о возрасте диадоха на момент его смерти. Учитывая, что Плутарх пользовался трудами историка Иеронима из Кардии, который лично знал Антигона и его сына, очень маловероятно, чтобы здесь была ошибка. Олег Габелко объяснял это противоречие несогласованностью древней традиции.
Румынский историк Адриан Димитру считал, что битва, упомянутая Дионисием Византийским, произошла во время правления не Филиппа II, а Филиппа V. Он указывал на другой параграф произведения Дионисия, где рассказывалось, что македонский царь Филипп приказал разобрать храм Плутона для строительства моста через залив Золотой Рог. Димитру подчеркивал, что такой поступок нехарактерен для Филиппа II, который уважительно относился к храмам. В то же время Филиппа V античные авторы неоднократно обвиняли в святотатстве. Олег Габелко, рассматривая версию Димитру, пришел к выводу, что эти два эпизода касались разных царей. Также он отметил, что в отличие от Филиппа II, в источниках касательно Филиппа V нет упоминаний о военачальнике по имени Деметрий.
Исследователь Вальдемар Хеккель отмечал, что существует «искушение» отождествить Деметрия, брата Антигона с соматофилаком Деметрием, участником заговора Филоты. Однако он считал такую версию крайне сомнительной, так как вряд ли древние авторы промолчали бы о родстве заговорщика с Антигоном. Также вполне вероятно, что Деметрий Полиоркет был назван в честь уже мёртвого родственника, который должен был умереть не позже 336 года до н. э. — года рождения Полиоркета.

### Комментарий
1. ↑  Сейчас мыс Кёйбаши
2. ↑  Сейчас побережье стамбульского района Еникёй[англ.].